# 捜査支援分析センター
捜査支援分析センター（そうさしえんぶんせきセンター、英: Sousa Sien Bunseki Center、略称: SSBC）とは、2009年（平成21年）に警視庁刑事部に設置された犯罪の広域化や電子化に対応した即応部隊であり、電子機器の解析や捜査支援システムから得られた捜査情報の分析を行い、捜査員の支援を行う。

## 概要
SSBCの役割は大きく二つに分けられる。一つは防犯カメラの画像解析、電子機器の解析を主とする「分析捜査支援」。もう一つは犯罪の手口などから犯人像を分析するプロファイリングを主とする「情報捜査支援」である。SSBCの大きな特徴は刑事部の事件のみならず、組織犯罪対策部、生活安全部、交通部など警視庁内の全ての事件捜査に横断的に関わることである。「第1捜査支援」「第2捜査支援」「機動分析」の大きく三つのセクションに分かれている。
第1捜査支援は「支援管理」「システム第1」「システム第2」「開発」の四つの係からなる。「支援管理係」はSSBCの庶務的な役割を担う係である。担当しているのは、捜査支援要請の受付に関すること、捜査支援にかかる企画、調査、教養および調整に関すること、捜査支援部門の職員の育成および運営に関すること、捜査支援分析センター内の他の分掌に属さない捜査支援に関することとなっている。「システム第1係」と「システム第2係」は、捜査支援にかかるシステムの運用および管理に関すること、捜査支援システムの指導教養に関することが担当である。「開発」係は、捜査支援システムならびに捜査支援にかかるソフトウェアおよび資機材の調査および研究開発に関することを担当する。
第2捜査支援は「技術支援」「情報分析」「情報支援」の三つの係からなる。「技術支援係」は、パソコンや携帯電話、カーナビゲーションなど情報機器の解析および鑑定に関することを行う。「情報分析係」は、犯罪情報分析に関すること、犯罪情報の分析手法の調査研究に関することを行う。SSBCでは警察庁科学警察研究所の犯罪行動科学部・捜査支援研究室との連携を図っている。SSBCの前身にあたる刑事総務課犯罪捜査支援室が2003年（平成15年）に発足した際、室内にプロファイリングチームが設置された。SSBC捜査員らは犯罪捜査支援室の発足当時から「FBI・米連邦捜査局」でのプロファイリング捜査の研修を定期的に行っているという。
「情報支援係」の担当は、捜査情報の収集および管理に関すること、情報管理システムによる土地鑑資料の登録および照合に関すること、旅券・在留カード・特別永住者証明書等の簡易鑑定に関することである。事件発生時に参考になりそうなさまざまなデータ、「被疑者カード」を捜査本部などに提供することで、手口などの情報面で捜査をサポートする。また、SSBCの真骨頂でもある防犯カメラなどの画像処理及び顔画像照合に関することも行っている。防犯カメラ等で撮影された人物と被疑者が同一人物かどうかを判断する場合に、両者を照合するシステムを利用して、識別を行っている。
「機動分析第1・第2係」は現場における捜査支援に努め、時間が経つと消去される可能性のある防犯カメラの画像の収集にあたり、それを分析しつなぎ合わせて犯人の逃走経路をあぶりだす。2012年（平成24年）4月からは機動分析1・2係に加え「分析捜査第1係」「分析捜査第2係」が加わった。この二つの係は通称「分析捜査班・モバイルチーム」と呼ばれている。モバイルチームは現場に赴いて警視庁がストックしている土地鑑や手口に関するデータベースをノートパソコンから取り出し、捜査に役立てる。
監視カメラの映像から個別の自転車を特定する「自転車モンタージュ」など、捜査員が自主的に始めた取り組みを採用する他、他の道府県の警察に手法を伝える技術指導も行っている。

## 組織
- 所長、副所長、分析官
  - 第一捜査支援 - 支援管理係（庶務、捜査支援要請受付）、システム第一係（システム運用・管理）、システム第二係（指導教養）、開発係（捜査支援システムの調査・研究開発）
  - 第二捜査支援 - 技術支援係（情報機器解析・鑑定及び画像処理・照合）、情報分析係（犯罪情報分析）、情報支援係（土地鑑資料）、機動分析第一係（現場における捜査支援）、機動分析第二係（現場における捜査支援）、分析捜査第一係（犯罪情報分析）、分析捜査第二係（犯罪情報分析）